# Sân bay Borj El Amri
Sân bay Borj El Amri (ICAO: DTTI) là một sân bay ở Borj El Amri, Tunisia.